# Neolysandra corona
Neolysandra corona is een vlinder uit de familie van de Lycaenidae. De wetenschappelijke naam van de soort is in 1936 voor het eerst gepubliceerd door Ruggero Verity. 
De soort komt voor in Libanon en Iran.